# Vaas, Sarthe
Vaas là một xã trong tỉnh Sarthe ở tây bắc nước Pháp. Xã này nằm ở khu vực có độ cao từ 39-116 mét trên mực nước biển.